# George Kink
George Kink (* 26. August 1982 in Düsseldorf) ist ein ehemaliger deutscher Eishockeyspieler, der bis 2017 beim ERC Sonthofen in der Oberliga unter Vertrag stand. Er ist der Sohn des früheren Eishockeyprofis Georg Kink.

## Karriere
Kink spielte bis 2000 in der Deutschen Nachwuchsliga. In der Saison 2000/01 debütierte Kink in der 2. Bundesliga beim SC Riessersee und wechselte schließlich zu Beginn der Saison 2002/03 zum EC Peiting in die Oberliga. Nach zwei starken Spielzeiten beim EC Peiting unterschrieb der Stürmer einen Vertrag beim EHC München, mit denen er in der Saison 2004/05 in die 2. Bundesliga aufstieg. Nach zwei Jahren beim EHC München wechselte Kink zur Saison 2006/07 wieder zu seinem Heimatverein SC Riessersee, mit dem er noch in derselben Saison den Aufstieg in die 2. Bundesliga schaffte. 2011 bewarb sich Kink dann auf die Stelle des 14. Stürmers beim EHC München. Zunächst war ein Trainingslager inklusiver Sichtung aller für diese Stelle ausgewählten Spieler vorgesehen. Doch sprangen alle außer Kink ab, weshalb er sich außer Konkurrenz empfehlen konnte. Er stand nun seit August 2011 beim EHC München aus der DEL unter Vertrag. Ab 2012 hatte Kink einen Vertrag beim Oberligisten EC Peiting inne, konnte aber nur 20 Spiele bestreiten, da er sich im Januar 2013 im Spiel gegen die Selber Wölfe eine Verletzung des Syndesmosebandes zuzog.

Bereits Anfang April 2013 wurde bekannt, dass Kink die erste Neuverpflichtung des SC Riessersee für die Saison 2013/14 war, nachdem im Jahr zuvor die Verhandlungen zwischen beiden Parteien für die Saison 2012/13 gescheitert waren. Nach Ablauf der Saison erhielt er jedoch keine Vertragsverlängerung und verließ den Verein. Er unterschrieb daraufhin beim EV Füssen in der Oberliga. Nachdem der EV Füssen nach der Saison insolvent gegangen war, wechselte er zum ERC Sonthofen. Dort wurde der Düsseldorfer zum Fanliebling und führte die "Bulls" ab 2016 als Kapitän aufs Eis.

## Erfolge und Auszeichnungen
- 2005 Aufstieg in die 2. Eishockey-Bundesliga mit dem EHC München
- 2007 Aufstieg in die 2. Eishockey-Bundesliga mit dem SC Riessersee
- 2011 Oberliga-Meister mit dem SC Riessersee
- 2011 Aufstieg in die 2. Eishockey-Bundesliga mit dem SC Riessersee

## Karrierestatistik
(Legende zur Spielerstatistik: Sp oder GP = absolvierte Spiele; T oder G = erzielte Tore; V oder A = erzielte Assists; Pkt oder Pts = erzielte Scorerpunkte; SM oder PIM = erhaltene Strafminuten; +/− = Plus/Minus-Bilanz; PP = erzielte Überzahltore; SH = erzielte Unterzahltore; GW = erzielte Siegtore; 1 Play-downs/Relegation; Kursiv: Statistik nicht vollständig)

## Familie
Sein jüngerer Bruder Marcus spielt ebenfalls Eishockey. Sein Vater ist der ehemalige Eishockeyspieler und -trainer Georg Kink.

## Sonstiges
George Kink trägt die Rückennummer 17 laut eigenen Angaben, da diese sowohl von seinem Vater, Onkel und auch seinem Bruder Marcus getragen wurden bzw. werden.
Am 28. September 2004 erlitt Kink durch einen abgefälschten Puck ein schweres Schädelhirntrauma und musste notoperiert werden. Dabei wurden mehrere große Knochensplitter entfernt. Fast genau vier Jahre später geschah ein ähnlicher Unfall, wieder durch einen abgefälschten Puck, wobei ihm ein Gesichtsmuskel abgetrennt wurde.